# دين لانس
دين لانس (بالإنجليزية: Dean Lance)‏ هو لاعب دوري الرغبي أسترالي، ولد في 4 أبريل 1959.